# 고혜진
고혜진(高惠眞, ?~?)은 고구려의 무신이다. 고구려의 국성인 고씨 성을 사용하기에 고구려 왕족 출신의 귀족으로 추정된다. 여당 전쟁 때 남부 욕살로서 고연수와 함께 15만 대군을 이끌었으나, 주필산 전투에서 당나라에 패하고 투항하였다.

## 생애

### 대군을 이끌고
645년 당 태종의 군대가 고구려의 여러 성을 정복하고 안시성까지 진군하였다. 연개소문은 북부 욕살 고연수와 남부 욕살 고혜진에게 고구려와 말갈의 혼성 병력 15만 명을 주어 안시를 구원하게 하였다. 나이가 많아 경험이 풍부한 대로(對盧) 고정의가 이들에게 이르기를 “당 태종은 안으로는 군웅을 제거하고 밖으로는 오랑캐를 굴복시켜 황제에 오른 자로 세상을 구할 만한 인재이다. 지금 당나라의 군사들에게 대적할 수는 없다. 일단 싸우지 말고 여러 날을 대치만 하면서 별동대로 그들의 군량 수송로를 차단하는 것만 못하다. 군량이 떨어지면 싸우려 해도 싸울 수 없고 돌아가려 해도 길이 없으니 우리가 이길 수 있다.”고 하였다.
고연수와 고혜진은 이를 듣지 않고 곧바로 나아가 안시성을 40리 앞두었다. 태종은 아사나사이(阿史那社爾, 阿史那社尒)에게 돌궐 기병 1,000명을 이끌고 거짓으로 패하여 고구려군을 유인하라 하였다. 고연수 등이 이에 속아 안시성 동남방 8리되는 곳까지 추격해서는 산을 의지해 진쳤다. 그 길이가 40리에 이르렀므로 태종도 자못 긴장하였다.

### 패배와 투항
태종이 사자를 파견해와 거짓으로 “너희 나라의 권력이 막강한 신하가 그 주인을 시해했기에 내가 그 죄를 물으려온 것이지 교전에 이른 것은 나의 본심이 아니다. 국경을 넘어 꼴과 식량을 구하기 어려워 몇 개 성을 취했는데 너희 나라가 신하의 예를 갖춘다면 잃었던 것들이 반드시 회복될 것이다.”라 하였다. 이것이 거짓말인 줄도 모르고 고연수 등은 방비를 느슨히 하였다. 태종이 밤중에 작전을 세워 이세적은 보기 15,000명으로 서쪽 고개에 자리하고, 장손무기와 우진달(牛進達)은 정예병 11,000명으로 산 북쪽에서부터 좁은 골짜기를 타고 내려와 고구려군의 뒤를 기습하라 하였다. 태종 자신은 4,000명으로 산에 올랐으며 북과 나팔을 울리면 전부대가 일제히 분격하라 명하였다. 별똥별이 고구려군의 진영에 떨어졌다.
이튿날 아침, 고연수 등이 이세적의 군세가 적은 것을 보고는 들이치려 하였다. 태종은 장손무기군에서 먼지가 일어나는 것을 보자마자 북과 나팔을 울리고 기치를 들어올렸다. 당나라군이 일제히 몰려들자 당황한 고연수와 고혜진은 부대를 나누어 막으려 했으나 이미 진영은 혼란에 빠지고 천둥과 번개마저 내리쳤다. 크게 무너져 3만여 명이 죽었다. 남은 병사를 지휘하여 방어에 임했지만 포위당한 데다 장손무기가 모든 교량을 끊어 퇴로조차 사라졌다. 결국 남아있던 36,800명을 데리고 항복했으며 고혜진은 사농경에 임명되었다.

### 당나라 편에서
안시성주는 안시성에서 오래도록 농성하였다. 고연수와 고혜진이 태종에게 건의하기를 "저희가 이미 대국에 몸을 맡겼으니 그 정성을 바치지 않을 수 없습니다. 천자께서 얼른 큰 업적을 이루어 우리가 처자식과 만나기를 바랍니다. 안시성 사람들은 그 가족을 아끼는 마음에 자진하여 싸우기 때문에 바로 공략하기가 어렵습니다. 저희는 10여만 명을 거느리고도 황제의 깃발을 바라보고는 허물어졌으며, 고구려 사람들의 간담도 작아졌습니다. 오골성(烏骨城)의 욕살은 노쇠하여 수비가 건실하지 못합니다. 군대를 그곳으로 돌린다면 아침에 도착하여 저녁이면 뚫을 것이며 도중의 작은 성들은 위풍만 보고도 궤주할 것입니다. 그렇게 물자와 양식을 노획하고 북을 치며 전진한다면 평양도 틀림없이 함락될 것입니다."라 하였다. 많은 장수들도 같은 의견이었지만 장손무기가 ‘건안성(建安城)과 신성을 배후에 둔 채 친격하면 친정군이 만전을 기할 수 없다’며 반대해 채택되지 않았다. 끝내 겨울이 오면서 보급이 곤란해진 태종은 철군하였다. 고연수는 도중에 죽고 고혜진은 장안까지 따라갔다. 이후의 행적은 기록이 없어 알 수 없다.

## 관련 작품

### 드라마
- 《연개소문》, SBS, 2006년 ~ 2007년, 배우: 김경하

## 참고 문헌
- 《삼국사기》21권 고구려본기 제9 보장왕 4년